# 스페인의 코로나19 범유행
다음은 스페인에서의 코로나19 범유행에 관한 설명이다.

## 경과

### 초기 발병 사례
2020년 1월 31일, COVID-19(2019-nCoV) 테스트를 통해 라고메라섬에서 독일인 관광객의 감염이 확인되었다.
2월 24일, 이탈리아에서 코로나바이러스감염증-19가 발발한 후 스페인은 테네리페에서 휴가를 보내고 있는 이탈리아 롬바르디아주의 의사로부터 시작하여 관련된 여러 사례를 확인했다. 이후 테네리페에서 의사와 접촉한 사람들과 관련된 여러 감염 사례가 발견되었다. 이탈리아를 방문한 다른 사례들도 스페인 본토에서 발견되었다.

### 감염 확산 증가
2월 26일, 세비야에서 62세 남성의 감염이 확인되었다. 감염 증상은 2월 12일부터 나타나기 시작했으나 전염병 위험 지역 방문 사실도 없었고 본인도 계절성 독감으로 인지했기 때문에 친척 방문이 이루어졌다. 완전 격리가 이루어지기까지 아무런 제한 없이 외부 접촉이 이루어졌기에 감염 확산 증가의 계기가 되었을 가능성이 있다.
3월 13일부터 마드리드 정부 차원에서 음식점, 술집 등의 비필수 사업장에 대한 강제적 휴점 조치를 발표하여 시행했다. 다음날인 3월 14일에는 스페인 정부 차원에서 헌법에 명시된 경보 단계에 돌입했음을 선언하였다. 다만 시행에 시차가 생기고 시민들 사이에서 혼란이 초래되어 경보 단계 초기에 어려움이 따랐다.

### 사회적 여파
이러한 현상에 대한 여파는 여러 분야에 걸쳐서 표면화되었다. 초창기에는 대수롭지 않은 것으로 인지되었으나 스페인 내부에서 이탈리아 지역처럼 보건 위기의 우려가 강하게 발산하게 되자 결과적으로 문화 행사는 취소되었는데 경제 활동에는 지장이 생겼으며 정치 분야에도 적지 않은 영향을 끼쳤다.

## 정부 대응

### 봉쇄 조치

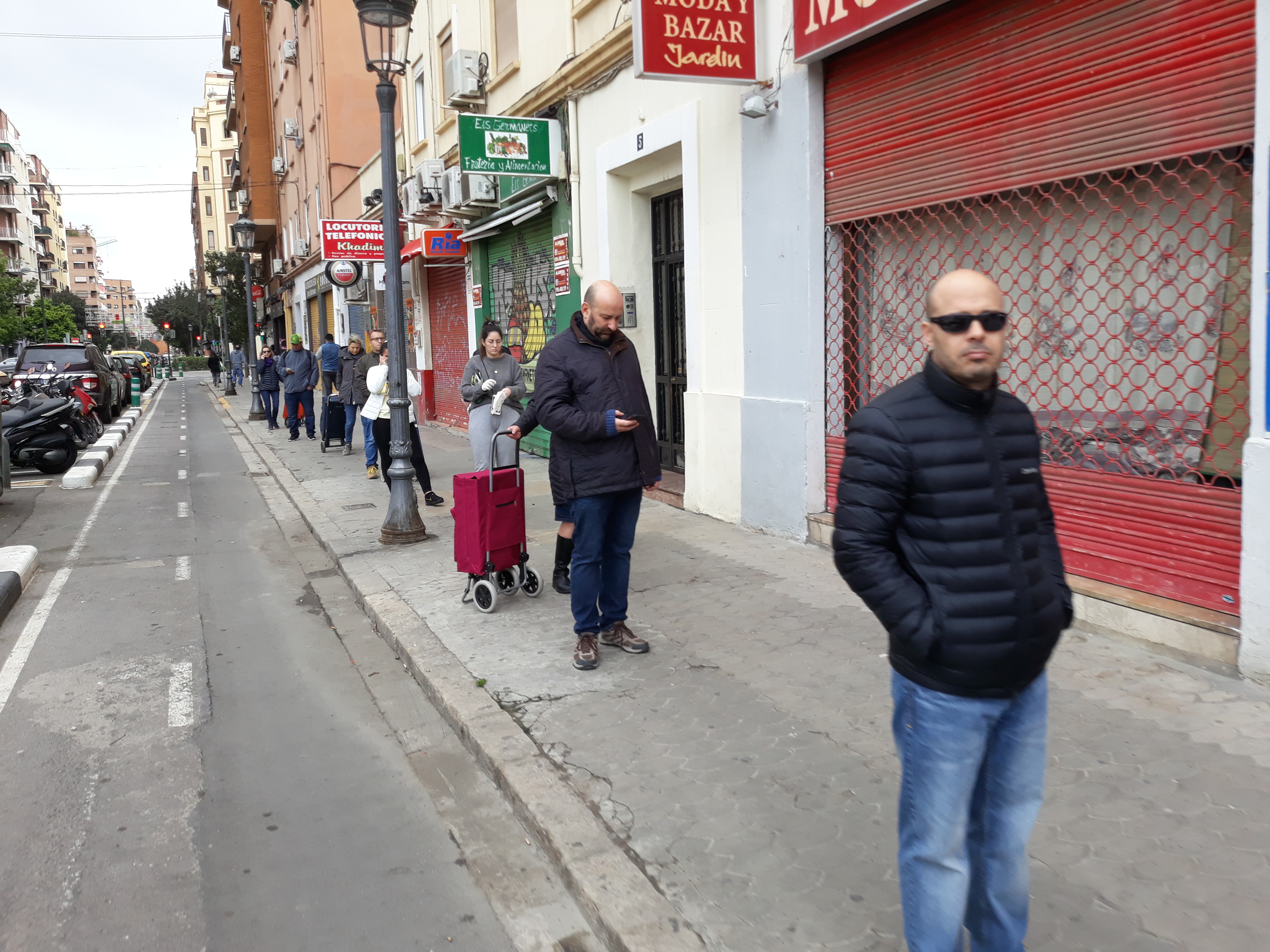
사회적 거리두기를 유지하는 발렌시아 시민들

2020년 3월 7일, 라리오하의 아로 시에서 코로나19 확진자 폭증에 따라 봉쇄 조치가 처음으로 내려졌다. 3월 12일에는 카탈루냐 지방정부가 코로나19의 급속한 확산에 대응하기 위해 이괄라다, 빌라노바델카미, 산타마르가리다데몽부이, 오데나 외 4개 자치구에 봉쇄 조치를 선제적으로 내렸다. 이번 조치로 7만 명의 시민이 격리대상이 되었으며 2주간 지속될 예정이었다.
3월 13일, 스페인 정부는 스페인 헌법 제116조 2항에 의거하여 15일간 국가비상사태를 선포하였다. 국가비상사태 하에서는 중앙정부가 모든 권한을 맡게 되고 전국 경찰은 스페인 내무부의 지휘를 받는다. 이와 더불어 대규모 집회, 식당, 박물관 등의 불필요한 야외 활동도 금지된다. 하지만 시민들의 업무 출장과 필수품 구매는 허용되며, 예배 등의 종교행사는 특정 조건 하에서 허가된다. 그럼에도 불구하고 봉쇄조치 시행이 늦어지면서 마드리드의 확진자가 다른 지방으로 이동하는 것은 막을 수 없었다는 주장이 제기되었다.
일부 지방자치단체는 같은날 긴급 대책을 발표하였다. 바스크주의 경우 지역내 보건비상사태를 선포하여 시민 자가격리를 대비하였다. 무르시아주 정부는 지중해 연안에 접한 지역에 대해 봉쇄조치를 내려 50만 명 이상의 시민을 자가격리 조치하였다. 발레아레스 제도 자치정부 수반인 프란시나 아르멘골은 총리 측에 스페인 본토와 발레아레스 섬 간의 교통편 단절을 요청하였다. 카탈루냐 정부수반인 킴 투라는 카탈루냐의 모든 항구, 공항, 철도시설의 폐쇄를 승인해 줄 것을 요청했다고 밝혔다. 호세 루이스 마르티네스엘메이다 마드리드 시장은 시내에 있는 모든 바와 테라스의 영업 중단을 명령하고, 차후 필요시 마드리스 시에도 봉쇄조치를 내릴 준비가 되어 있다고 밝혔다. 에스트레마두라주에서는 아로요데라루스 시가 봉쇄조치에 들어갔다.
3월 25일, 전체 의원 350인 중 50인이 참석한 가운데 스페인 의회에서 비상사태 기한을 4월 11일까지 늘리는 정부 측의 연장안이 통과되었다. 3월 28일 페드로 산체스 총리는 비필수 근로자를 대상으로 3월 30일부터 4월 9일까지 집에 머무도록 하는 조치를 내렸다. 페르난도 시몬은 스페인의 중환자실 병상이 이번주말이나 다음주 초면 포화상태에 이를 것으로 예상된다고 밝혔다. 4월 1일, 국가비상사태가 4월 12일 해제를 앞두고 있는 가운데 스페인 정부는 신규 감염자가 감소하는 현 상황을 감안해 향후 봉쇄를 완화할 계획이라고 밝혔다.
하지만 4월 3일 산체스 총리는 지난주 코로나19 사망자수 규모를 고려하여 자가격리 기간을 4월 26일까지 15일 더 연장하는 방안을 고려중이라고 밝혔다. 산체스 총리는 이 문제에 관련하여 야당과의 지지 협의를 거쳤으며 4월 5일 각 지자체장들과 함께 연설에 나선다. 4월 13일, 재택근무를 하지 못하는 일부 비필수 근로자들은 일터로 돌아가되 다른 사회적 거리두기 조치는 그대로 준수하도록 하였다. 이에 따라 스페인 정부는 대중교통 시설에 마스크를 보급하고 바이러스 감염 확산을 줄이기 위해 적극적인 추적검사를 실시하도록 했다.

## 같이 보기
- 유럽의 코로나19 범유행
- 나라별 코로나19 범유행